# 西約特蘭級潛艇
西約特蘭級潛艇（A-17型潛艇）、為瑞典考庫姆公司設計製造的常規動力潛艇。建造於1983年-1988年間，共有4艘。在2003年其中2艘進行改良升級，加裝了斯特林發動機，被重新命名為南曼蘭級潛艇；另外2艘則在2005年11月，出售給新加坡，並同時進行升級改良，達到近乎南曼蘭級的水準，於2009年6月16日在瑞典卡爾斯克魯納海軍基地的造船廠完成第一艘射手號（RSS Archer）的下水交艦作業。新加坡重新命名為射手級潛艇，2艘於2010年正式服役。

## 同型艦
- 瑞典-南曼蘭級
  - (HMS Södermanland)
  - (HMS Östergötland)
- 新加坡-射手級
  - 射手號(RSS Archer)
  - 劍客號(RSS Swordsman)

## 外部連結與參考資料
- 星向瑞典採購二手先進潛艦首艘下水[]
- 東南亞四國掀起潛艇採購熱
- 新加坡海軍的第一艘射手級潛艇 【新加坡國防部】（页面存档备份，存于）